# Чемпіонат світу з трекових велоперегонів 2015 — індивідуальна гонка переслідування (чоловіки)
Змагання в індивідуальній гонці переслідування серед чоловіків на Чемпіонаті світу з трекових велоперегонів 2015 відбулись 21 лютого.

## Результати

### Кваліфікація
Кваліфікація розпочалась о 17:10.
| Місце | Ім'я                | Країна          | Час      | Примітки |
| ----- | ------------------- | --------------- | -------- | -------- |
| 1     | Джек Бобрідж        | Австралія       | 4:16.219 | Q        |
| 2     | Штефан Кюнг         | Швейцарія       | 4:17.183 | Q        |
| 3     | Олександр Сєров     | Росія           | 4:19.284 | q        |
| 4     | Жюльєн Моріс        | Франція         | 4:19.684 | q        |
| 5     | Енді Теннант        | Велика Британія | 4:20.733 |          |
| 6     | Керстен Тіле        | Німеччина       | 4:21.724 |          |
| 7     | Раян Маллен         | Ірландія        | 4:22.669 |          |
| 8     | Александр Едмондсон | Австралія       | 4:23.272 |          |
| 9     | Майлс Скотсон       | Австралія       | 4:23.480 |          |
| 10    | Ділан Кеннетт       | Нова Зеландія   | 4:25.388 |          |
| 11    | Домінік Корну       | Бельгія         | 4:26.032 |          |
| 12    | Олександр Євтушенко | Росія           | 4:26.875 |          |
| 13    | Боббі Лі            | США             | 4:27.477 |          |
| 14    | Себастьян Мора      | Іспанія         | 4:27.898 |          |
| 15    | Том Болі            | Швейцарія       | 4:29.594 |          |
| 16    | Марко Коледан       | Італія          | 4:30.403 |          |
| 17    | Володимир Джус      | Україна         | 4:32.507 |          |
| 18    | Ліам Бертаццо       | Італія          | 4:33.110 |          |
| 19    | Олег Огієвич        | Білорусь        | 4:33.983 |          |
| 20    | Чен Кін Лок         | Гонконг         | 4:55.764 |          |

### Фінали
Фінали розпочались о 20:55.
| Місце                    | Ім'я            | Країна    | Час      |
| ------------------------ | --------------- | --------- | -------- |
| Заїзд за золоту медаль   |                 |           |          |
| 1                        | Штефан Кюнг     | Швейцарія | 4:18.915 |
| 2                        | Джек Бобрідж    | Австралія | 4:19.184 |
| Заїзд за бронзову медаль |                 |           |          |
| 3                        | Жюльєн Моріс    | Франція   | 4:21.419 |
| 4                        | Олександр Сєров | Росія     | 4:21.801 |